# Bornatka ticima
Bornatka ticima är en insektsart som beskrevs av Young 1986. Bornatka ticima ingår i släktet Bornatka och familjen dvärgstritar. Inga underarter finns listade i Catalogue of Life.